# Nom de dona
Nom de dona (originalment en italià, Nome di donna) és una pel·lícula del 2018 dirigida per Marco Tullio Giordana. S'ha doblat i subtitulat al català oriental; també s'ha editat una versió en valencià per a À Punt.
El rodatge de la pel·lícula va començar el 22 de maig de 2017. La ubicació principal és Villa Mazzucchelli al poble de Ciliverghe. La pel·lícula va ser produïda per Lumière & Co. en col·laboració amb Rai Cinema i Celluloid Dreams i amb el suport del Ministeri de Cultura de la regió del Laci.

## Repartiment
- Cristiana Capotondi com a Nina Martini
- Valerio Binasco com a Marco Maria Torri
- Stefano Scandaletti com a Luca
- Michela Cescon com a Tina Della Rovere
- Bebo Storti com Don Roberto Ferrari
- Laura Marinoni com Arabella Rossi
- Anita Kravos com Alina
- Patrizia Piccinini com a advocada
- Patrizia Punzo com a Franca Tozzi
- Vanessa Scalera com a Sonia Talenti
- Linda Caridi com a Cecilia Torri
- Adriana Asti com a Inés